# Promozione Sardegna 1979-1980
Nella stagione 1979-1980 la Promozione era sesto livello del calcio italiano (il massimo livello regionale). 
Il campionato è strutturato in vari gironi all'italiana su base regionale, gestiti dai Comitati Regionali di competenza. Promozioni alla categoria superiore e retrocessioni in quella inferiore non erano sempre omogenee; erano quantificate all'inizio del campionato dal Comitato Regionale secondo le direttive stabilite dalla Lega Nazionale Dilettanti, ma flessibili, in relazione al numero delle società retrocesse dal Campionato Interregionale e perciò, a seconda delle varie situazioni regionali, la fine del campionato poteva avere degli spareggi sia di promozione che di retrocessione.
Questo è il campionato regionale della regione Sardegna organizzato dal Comitato Regionale Sardo.

## Girone A

### Classifica finale
|  | Pos. | Squadra      | Pt  | G   | V   | N   | P   | GF  | GS  | DR  |
|  | ---- | ------------ | --- | --- | --- | --- | --- | --- | --- | --- |
|  | 1.   | Isili        | 39  | 30  | 16  | 7   | 7   | 44  | 21  | +23 |
|  | 2.   | Sinnai       | 38  | 30  | 12  | 14  | 4   | 34  | 19  | +15 |
|  | 3.   | Gonnesa      | 34  | 30  | 12  | 10  | 8   | 38  | 31  | +7  |
|  | 4.   | San Sperate  | 33  | 30  | 10  | 13  | 7   | 27  | 24  | +3  |
|  | 5.   | Sestu        | 32  | 30  | 7   | 18  | 5   | 24  | 22  | +2  |
|  | 6.   | Torpedo      | 31  | 30  | 8   | 15  | 7   | 35  | 30  | +5  |
|  | 7.   | Villacidro   | 31  | 30  | 9   | 13  | 8   | 29  | 31  | -2  |
|  | 8.   | Atletico     | 30  | 30  | 7   | 16  | 7   | 30  | 29  | +1  |
|  | 9.   | Monserrato   | 29  | 30  | 9   | 11  | 10  | 30  | 30  | 0   |
|  | 10.  | Decimoputzu  | 29  | 30  | 8   | 13  | 9   | 35  | 38  | -3  |
|  | 11.  | Ferrini      | 29  | 30  | 8   | 13  | 9   | 19  | 24  | -5  |
|  | 12.  | Tharros      | 28  | 30  | 9   | 10  | 11  | 35  | 38  | -3  |
|  | 13.  | G.S. Santos  | 27  | 30  | 7   | 13  | 10  | 25  | 28  | -3  |
|  | 14.  | Monreale     | 26  | 30  | 6   | 14  | 10  | 27  | 30  | -3  |
|  | 15.  | La Palma     | 26  | 30  | 7   | 12  | 11  | 28  | 36  | -8  |
|  | 16.  | Sant'Antioco | 16  | 30  | 3   | 10  | 17  | 10  | 41  | -31 |
|  |      |              | 478 | 480 | 138 | 202 | 140 | 470 | 472 | 0   |

Verdetti:
- L'Isili è promosso in Serie D dopo spareggio con il Fertilia , 1-0
- La Palma e Sant'Antioco sono retrocesse in Prima Categoria.

## Girone B

### Classifica finale
|  | Pos. | Squadra     | Pt | G  | V  | N  | P  | GF | GS | DR  |
|  | ---- | ----------- | -- | -- | -- | -- | -- | -- | -- | --- |
|  | 1.   | Fertilia    | 43 | 30 | 17 | 9  | 4  | 44 | 25 | +19 |
|  | 2.   | Alghero     | 42 | 30 | 18 | 6  | 6  | 53 | 26 | +27 |
|  | 3.   | Portotorres | 41 | 30 | 16 | 9  | 5  | 49 | 24 | +25 |
|  | 4.   | Macomer     | 40 | 30 | 14 | 12 | 4  | 48 | 19 | +29 |
|  | 5.   | Tempio      | 39 | 30 | 16 | 7  | 7  | 54 | 31 | +23 |
|  | 6.   | Ilvarsenal  | 36 | 30 | 14 | 8  | 8  | 32 | 23 | +9  |
|  | 7.   | Tavolara    | 33 | 30 | 12 | 9  | 9  | 46 | 27 | +19 |
|  | 8.   | Sorso       | 30 | 30 | 12 | 6  | 12 | 36 | 30 | +6  |
|  | 9.   | Fortitudo   | 27 | 30 | 10 | 7  | 13 | 42 | 47 | -5  |
|  | 10.  | Thiesi      | 26 | 30 | 9  | 8  | 13 | 25 | 29 | -4  |
|  | 11.  | Ittiri      | 26 | 30 | 8  | 10 | 12 | 28 | 40 | -12 |
|  | 12.  | Sennori     | 25 | 30 | 9  | 7  | 14 | 31 | 43 | -12 |
|  | 13.  | Montalbo    | 23 | 30 | 8  | 7  | 15 | 31 | 41 | -10 |
|  | 14.  | Ossese      | 22 | 30 | 9  | 4  | 17 | 32 | 54 | -22 |
|  | 15.  | Arzachena   | 20 | 30 | 8  | 4  | 18 | 33 | 51 | -18 |
|  | 16.  | Olympia     | 7  | 30 | 2  | 3  | 25 | 11 | 84 | -73 |

Verdetti:
- Arzachena e Olympia sono retrocesse in Prima Categoria.

### Spareggio tra le prime classificate
24-05-1980 a Nuoro: Isili-Fertilia 1-0
- Isili promosso in Serie D